# Куйсеб
Куйсеб (афр. Kuiseb) — річка в Намібії, яка перетинає пустелю Наміб. Попри те, що вона пересихає протягом більшої частини року, це один з найважливіших водотоків цієї надзвичайно сухої пустелі. Річка має значний підземний стік, який використовується для водопостачання прибережних міст Свакопмунду і Уолфіш-Бею.
Куйсеб починається на внутріконтинентальному плато за 15 км на захід від столиці країни Віндхуку і тече на південний захід, прорізуючи в корінній породі глибокий каньйон Куйсеб, вік якого оцінюється в 2–4 млн років. По виході з каньйону річка потрапляє до пустелі і декількома кілометрами нижче звертає до північного заходу. Звідси її річище тягнеться через пустелю до Атлантичного океану, якого досягає в затоці Уолфіш-Бей. Річище Куйсебу утворює різкий кордон між двома досить різними природними зонами пустелі; на південь від нього починаються пасма знаменитих намібських цегляно-червоних піщаних дюн, які сягають 60–240 м заввишки, місцевість на півночі зайнята кам’янистими пустками і ділянками світлого піску.

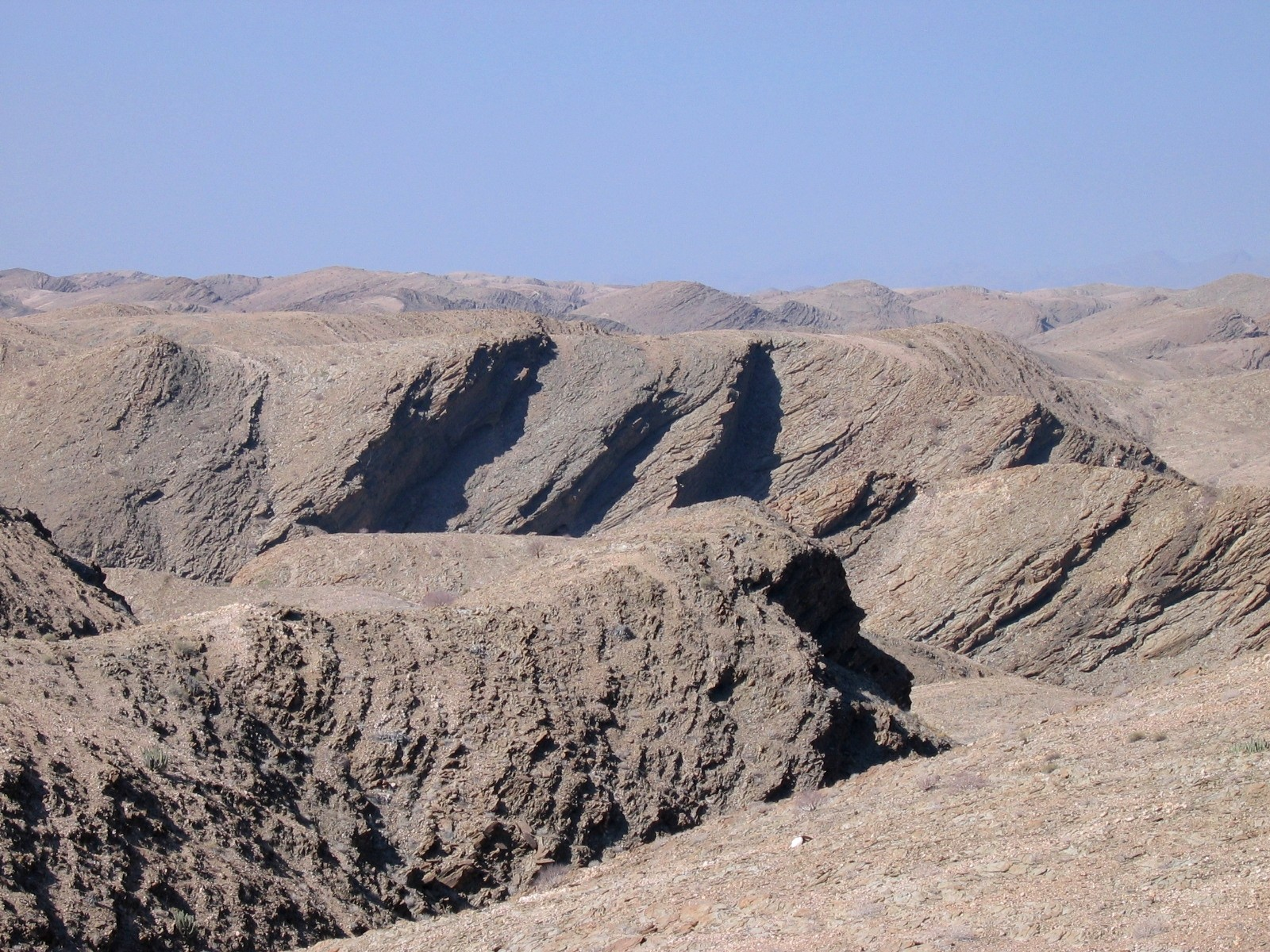
Каньйон Куйсеб в верхній течії

Після дощів, що випадають на внутрішньому плато протягом дощового сезону, засипане нанесеним вітром піском річище сповнюється водою, яка в особливо дощові роки подеколи досягає океану. З 1837 по 1977 рік таке траплялося лише 14 разів; загалом Куйсеб мав океанський стік протягом 10 років зі 140. Зважаючи на відбір води для водопостачання міст, який почався в 1950-х роках, передбачається, що в майбутньому таке траплятиметься ще рідше.
| Намібія | Це незавершена стаття з географії Намібії. Ви можете допомогти проєкту, виправивши або дописавши її. |